# 银叶藤山柳
银叶藤山柳（学名：Clematoclethra argentifolia）为猕猴桃科藤山柳属的植物，为中国的特有植物。分布于中国大陆的四川等地，生长于海拔1,860米的地区，多生在山林中，目前尚未由人工引种栽培。